# Codex Cyprius
- Papyrus
- Onciale
- Minuscules
- Lectionnaire

Le Codex Cyprius, portant le numéro de référence Ke or 017 (Gregory-Aland), ε 71 (von Soden), est un manuscrit de vélin du Nouveau Testament en écriture grecque onciale. Le codex tire son nom de la île de Chypre.

## Description
C'est un manuscrit complet du Evangiles. Le codex se compose de 267 folios, écrites sur une colonne, avec 16-31 lignes par colonne. Les dimensions du manuscrit sont 26 × 19 cm. Les lettres et les mots ne sont pas séparés les uns des autres (scriptio continua). 

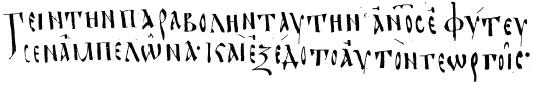
Luc 20,9

C'est un témoin du texte byzantin. Kurt Aland le classe en Catégorie V.
À la fin du manuscrit la marque de colophon a été inséré par la deuxième main :
εγραφη δε η δελτος αυτη διαχειρ[] βασιλειου μοναχου
ημφιασκεται εκεφ[]κεωθη υπ[..θε]οδουλου του μοναχου
προσδεξητε αυτην η παναγια θκος και ο αγιος ευτυχιος
κσδεοθς δια πρεσβειων της υπερ [αγι]λς θκου και
του αγιου ευτυχιου χαρισηται ημιν την βασιλειαν
των ουνων αιωνιζησαν αμην:~
Les paléographes datent ce manuscrit du IXe siècle. Il fut apporté à Paris depuis Chypre en 1673. Il est conservé à la Bibliothèque nationale de France (Gr. 63), à Paris,.